# 마티외 플라미니
마티외 플라미니(프랑스어: Mathieu Flamini, 1984년 3월 7일, 프랑스 마르세유 ~ )는 프랑스의 전 축구 선수이다. 현역 시절 그의 포지션은 수비형 미드필더로, 풀백으로도 뛰었다.
그러나 2007-08 시즌 아스널과의 계약이 만료되면서, 자유계약 신분이 된 플라미니를 지속적으로 노리던 AC 밀란이 2008년 5월 5일, 플라미니의 영입을 공식 발표하면서 아스널을 떠나게 되었으며, AC 밀란과 4년의 계약을 체결하였다. 계약 기간은 2008년 7월 1일부터 2012년 6월 30일까지이다.
AC 밀란에서 자유계약 신분이 되면서 아스널과 훈련을 같이 해왔으며 2013년 8월 29일 아스널과 2년계약을 체결하면서 아스널에 합류하게 되었다.

## 수상 기록

#### 마르세유
준우승
- UEFA컵: 2004

#### 아스널
우승
- FA컵: 2005, 2014
- FA 커뮤니티 실드:2014

준우승
- UEFA 챔피언스리그: 2006
- FA 프리미어리그: 2004/05
- 리그컵: 2007
- FA 커뮤니티 실드: 2005